# Uefa Champions League

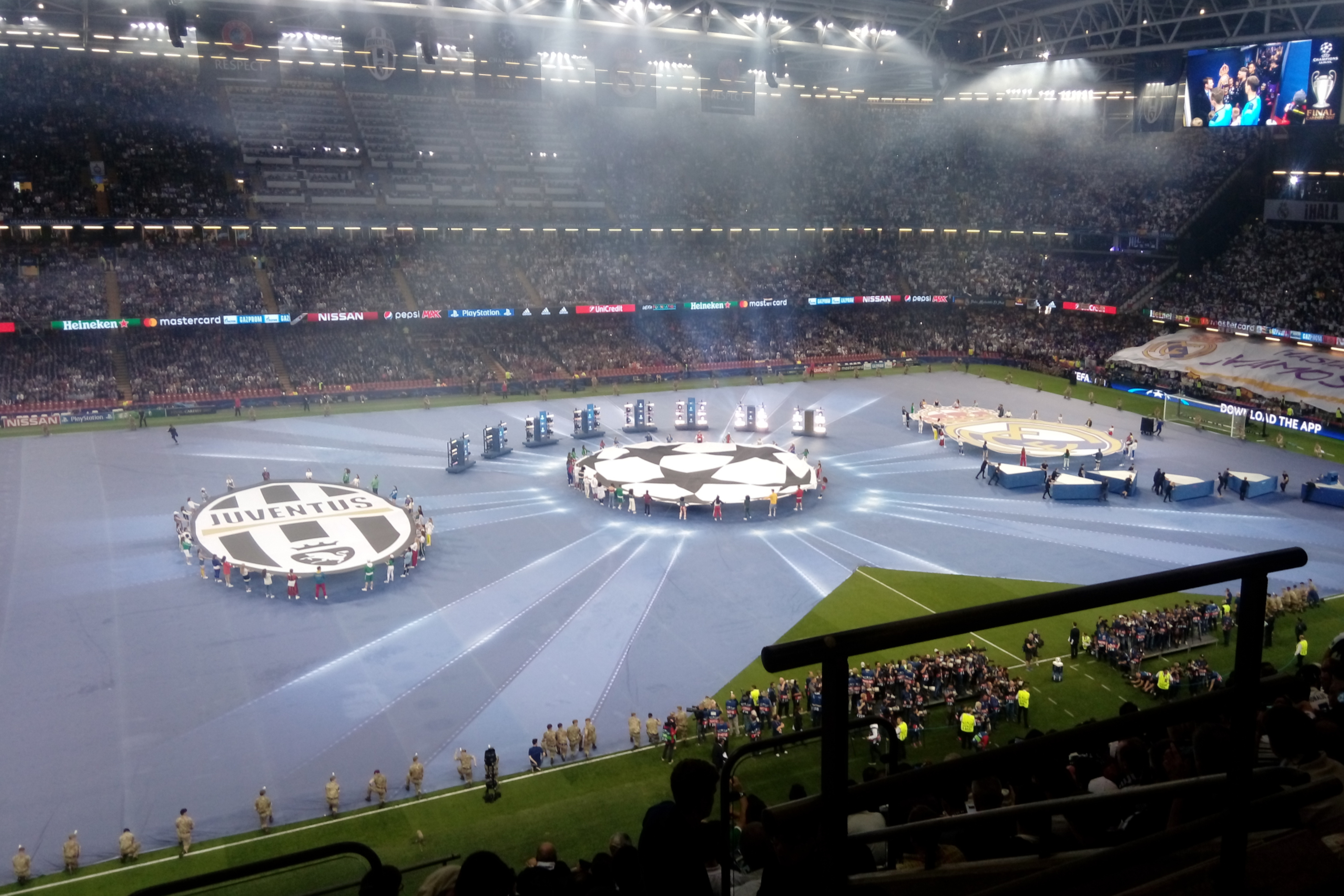
Inför Uefa Champions League-finalen 2017 mellan Real Madrid och Juventus på Millennium Stadium.

Uefa Champions League, tidigare kallad Europacupen för mästarlag, Europacupen eller Mästarcupen, är den högsta fotbollsturneringen för klubblag i Europa, över Uefa Europa League och Uefa Conference League. Turneringen, som arrangeras av Uefa varje säsong, spelades första gången säsongen 1955/56. Från och med säsongen 1992/93 ändrades namnet från Europacupen för mästarlag till Uefa Champions League.
Formatet, som har ändrats flera gånger genom åren, består av ett seriespel följt av ett slutspel. Före seriespelet är det flera kvalomgångar, även om de flesta klubbarna i seriespelet är direktkvalificerade. Lågt rankade länders ligamästare måste spela upp till fyra kvalomgångar för att ta sig till seriespelet. Vilka länder som får ha direktkvalificerade klubbar och var olika klubbar går in i kvalet avgörs av ländernas Uefa-koefficient, som baseras på prestationerna i de europeiska cuperna under de fem säsonger som föregick den närmast föregående säsongen (för till exempel säsongen 2025/26 tog man alltså hänsyn till de fem säsongerna från och med 2019/20 till och med 2023/24).
När turneringen drog igång i mitten av 1950-talet och under många år framöver var det dock en ren utslagsturnering. Gruppspel infördes först säsongen 1991/92, och utökades efter det kraftigt. Från att ursprungligen ha varit en turnering enbart för mästarklubbar deltar sedan säsongen 1997/98 även flera andra-, och senare tredje- och fjärdeplacerade, klubbar från de högst rankade länderna. Vilka länder som får ha med fler klubbar än mästarklubben avgörs av ländernas Uefa-koefficient. Gruppspel avskaffades och ersattes av seriespel säsongen 2024/25.
I det ursprungliga utslagsformatet, och därefter i det slutspel som följt på grupp- eller seriespel, har klubbarna mötts hemma och borta medan finalen alltid har avgjorts i en enda match på neutral plan. Vid två tillfällen har det dock inträffat att vinnarna haft favör av hemmaplan: 1957 då Real Madrid besegrade Fiorentina hemma på Santiago Bernabéu med 2–0, och 1965 då Inter blev mästare efter en 1–0-seger hemma på San Siro mot Benfica. Två gånger har den förlorande klubben haft hemmaplan: 1984 då Nils Liedholms Roma fick ge sig efter straffar mot Liverpool på Roms Olympiastadion och 2012 när Bayern München förlorade på Allianz Arena mot Chelsea, också efter straffar.
Vinnaren av turneringen är garanterad en plats i nästföljande säsongs seriespel i Uefa Champions League, får spela i Uefa Super Cup mot vinnaren av Uefa Europa League samt får representera Europa vid Fifa Intercontinental Cup och världsmästerskapet i fotboll för klubblag.
Spanska klubbar har varit de mest framgångsrika genom åren med 20 finalvinster och elva finalförluster i Europacupen och Uefa Champions League till och med 2025. Engelska klubbar har varit näst bäst med 15 finalvinster och elva finalförluster. Real Madrid har varit den mest framgångsrika klubben med 15 finalvinster och tre finalförluster. Vid ett tillfälle, säsongen 1978/79, har en svensk klubb gått till final och det var Malmö FF, som dock förlorade mot Nottingham Forest med 0–1.

## Historia

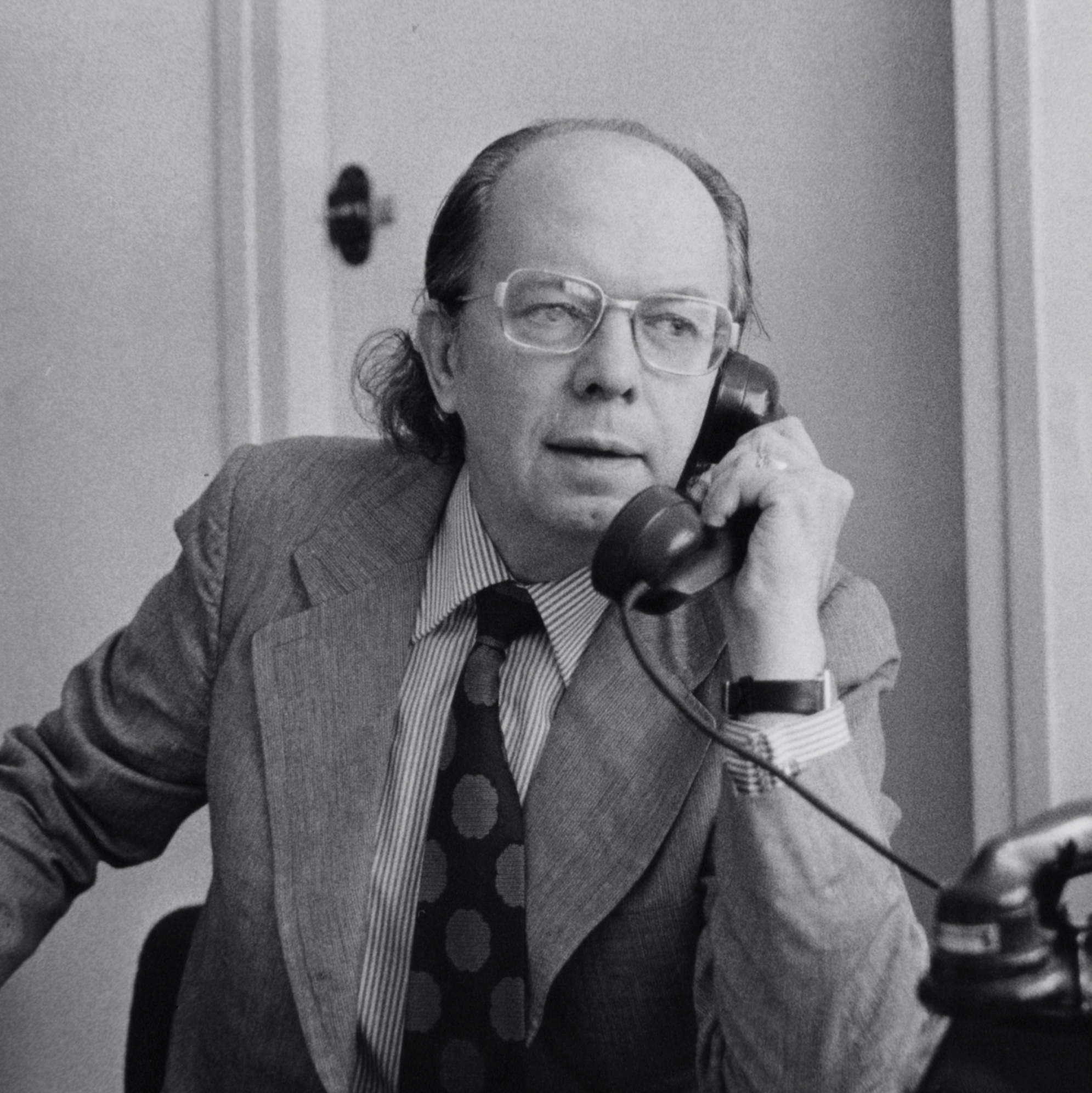
Jacques Ferran.

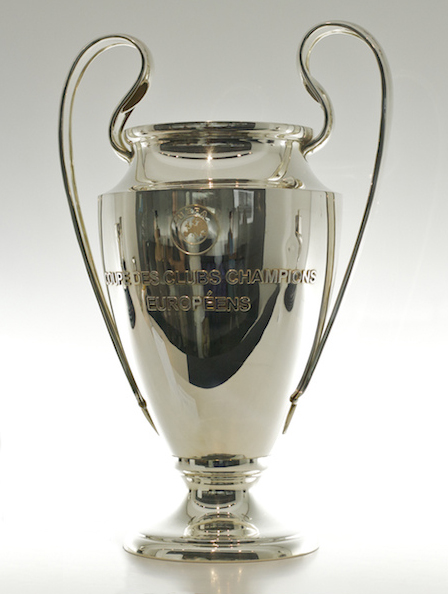
Uefa Champions Leagues pokal.

Europacupen för mästarlag lanserades en månad efter Uefas första kongress, vilken hölls i Wien den 2 mars 1955. Många av Uefas grundande medlemmar var mer intresserade av att etablera en landslagsturnering, men den franska sporttidningen L'Équipe och dess dåvarande redaktör Gabriel Hanot kämpade för att starta en klubbtävling som samlade hela Europa. Hanot, tillsammans med kollegan Jacques Ferran, utformade ett utkast till en turnering, kallad "Sporting Rekord". Denna utvecklades vidare till Europacupen för mästarlag.
Mycket av arbetet som dessa båda herrar lade ned gjordes som ett svar på den brittiska pressens utspel att engelska Wolverhampton Wanderers skulle anses som "världsmästare för klubblag". Detta då klubben på 1950-talet genomfört en succéfylld resa med vänskapsmatcher runt om i Europa.
Representanter för 16 klubbar bjöds in av L'Équipe till ett möte den 2–3 april 1955 och tidningens föreslagna regler antogs enhälligt. Därefter reagerade Uefa, som kontaktade Fifa för att få ett godkännande av den nya turneringen, vilket man fick. Uefa beslutade att anordna turneringen vid ett möte den 21 juni 1955.
Den första europeiska klubblagsmatchen i fotboll spelades den 4 september 1955 i Lissabon då Sporting Lissabon mötte Partizan Belgrad i en match som slutade 3–3, och det första målet i turneringens historia gjordes av João Baptista Martins för Sporting. De första Europamästarna för klubblag, med all rätt att kalla sig så, blev spanska Real Madrid, som den 13 juni 1956 besegrade Reims från Frankrike med 4–3 i finalen som spelades inför drygt 38 000 åskådare i L'Équipes hemstad Paris. Real Madrid vann turneringen även de följande fyra säsongerna.
Under turneringens första säsonger dominerade klubbar från södra Europa (Spanien, Portugal och Italien) och det var först säsongen 1966/67 som en klubb från norra Europa tog hem titeln, i form av skotska Celtic. Vid det laget hade antalet deltagande klubbar växt från 16 till drygt 30, och från och med säsongen 1967/68 och drygt 20 år framåt bestod huvudturneringen av ett slutspelsträd med 32 klubbar som spelade fyra utslagsomgångar före finalen. På 1970-talet och första halvan av 1980-talet tog klubbar från Nederländerna, Västtyskland och England hem titeln under 15 raka säsonger.
Den tragiska Heyselkatastrofen, då 39 människor omkom, inträffade i samband med finalen 1985 mellan italienska Juventus och engelska Liverpool.
Gruppspel infördes säsongen 1991/92, med åtta klubbar indelade i två grupper med vardera fyra klubbar, där gruppsegrarna gick direkt till final. Nästföljande säsong ändrades turneringens namn från Europacupen för mästarlag till Uefa Champions League (även om prefixet "Uefa" inte användes officiellt under den säsongen). Säsongen efter det gick gruppsegrarna och grupptvåorna till semifinal, som spelades som enkelmöten på gruppsegrarnas hemmaplan.
Antalet klubbar i gruppspelet utökades säsongen 1994/95 från åtta till 16, och dessa delades in i fyra grupper med fyra klubbar vardera. För första gången var några klubbar direktkvalificerade för gruppspelet. De två bästa i varje grupp gick vidare till kvartsfinal, som spelades som dubbelmöten liksom semifinalerna. Den säsongen, och de två nästföljande, fick ligamästarna från lägre rankade länder inte vara med ens i kvalet utan fick nöja sig med spel i Uefacupen.
Gruppspelets omfång utökades igen säsongen 1997/98, från 16 till 24 klubbar. Det var nu sex grupper med fyra klubbar vardera, och förutom gruppsegrarna gick bara de två bästa grupptvåorna vidare till kvartsfinal. En stor nyhet denna säsong var att de åtta högst rankade länderna fick ha med sina ligatvåor i turneringen, vilken därmed inte längre gjorde skäl för sitt namn.

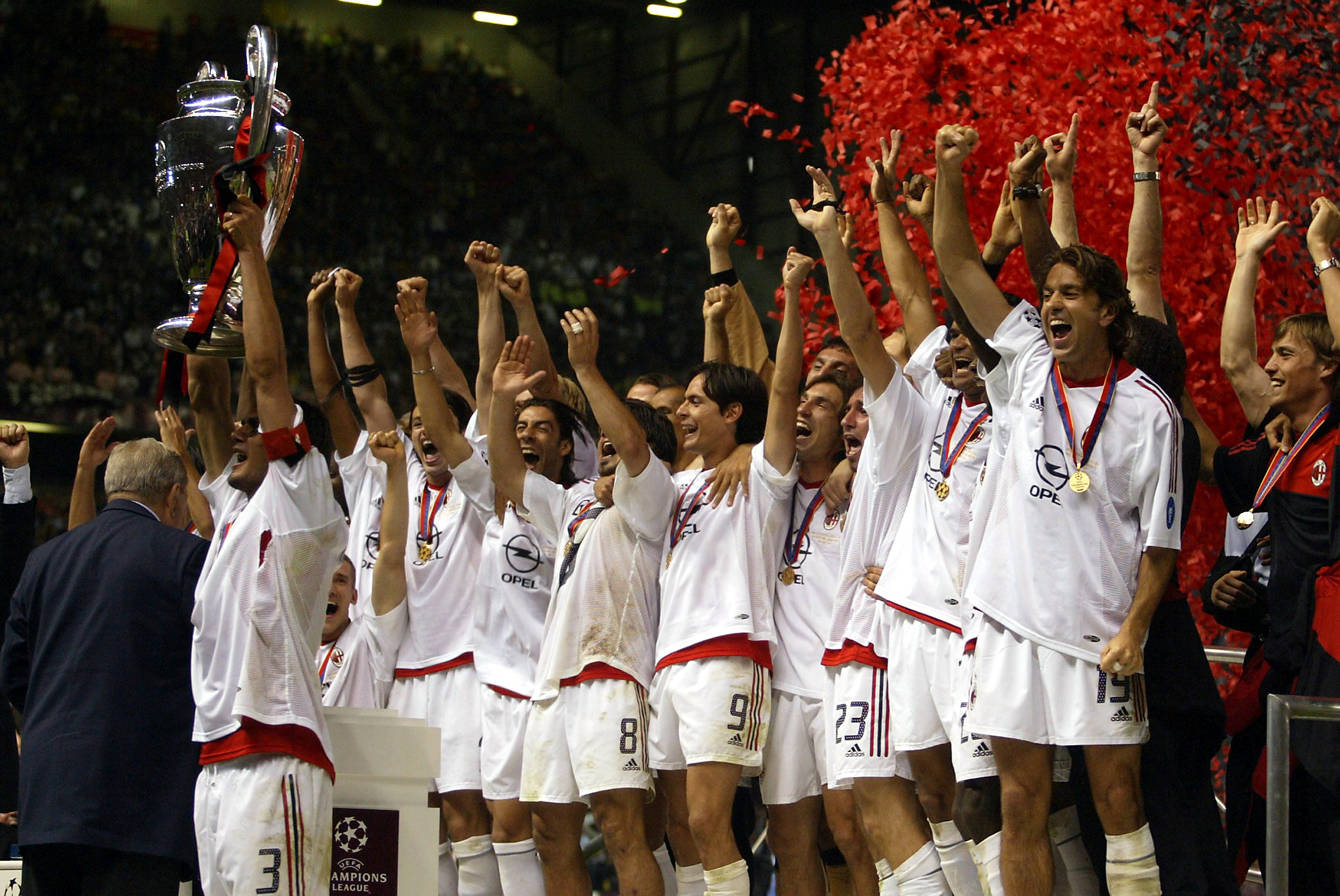
Spelare i Milan firar segern i Uefa Champions League-finalen 2003.

Bara två år senare, säsongen 1999/00, skedde nästa utökning. Från och med den säsongen omfattade gruppspelet åtta grupper med fyra klubbar vardera; totalt 32 klubbar. Ettan och tvåan i varje grupp, totalt 16 klubbar, gick vidare till ett andra gruppspel som innehöll fyra grupper med fyra klubbar vardera. De två bästa i varje grupp i det andra gruppspelet gick vidare till kvartsfinal. Till denna säsong fick de tre högst rankade länderna ha med fyra klubbar vardera, medan länderna rankade på plats fyra till sex fick ha med tre klubbar och länderna rankade på plats sju till 15 fick ha med två klubbar.
Det andra gruppspelet avskaffades säsongen 2003/04 och i stället gick gruppsegrarna och grupptvåorna till åttondelsfinal. En förändring i kvalet genomfördes säsongen 2009/10, då man införde separata kval för ligamästare och icke-mästare. Från och med säsongen 2015/16 fick föregående säsongs vinnare av Uefa Europa League en plats i turneringen och det maximala antalet klubbar från ett land utökades från fyra till fem.
Ett par förändringar som gjorde det svårare att kvala in till gruppspelet genomfördes säsongen 2018/19, då dels de fyra högst rankade länderna fick fyra platser vardera i gruppspelet och dels föregående säsongs vinnare av Uefa Europa League garanterades en plats i gruppspelet.
På grund av covid-19-pandemin sköts större delen av slutspelet säsongen 2019/20 upp från våren 2020 till augusti samma år. Alla matcher från kvartsfinal och framåt spelades då som enkelmöten på neutral plan i Lissabon inför tomma läktare. Fördröjningen ledde till att säsongen 2020/21 kom igång senare än vanligt och alla matcher i kvalomgångarna spelades som enkelmöten inför tomma läktare. Den säsongens final flyttades med kort varsel från Istanbul till Porto för att göra det möjligt för finalklubbarnas supportrar att se matchen på plats.

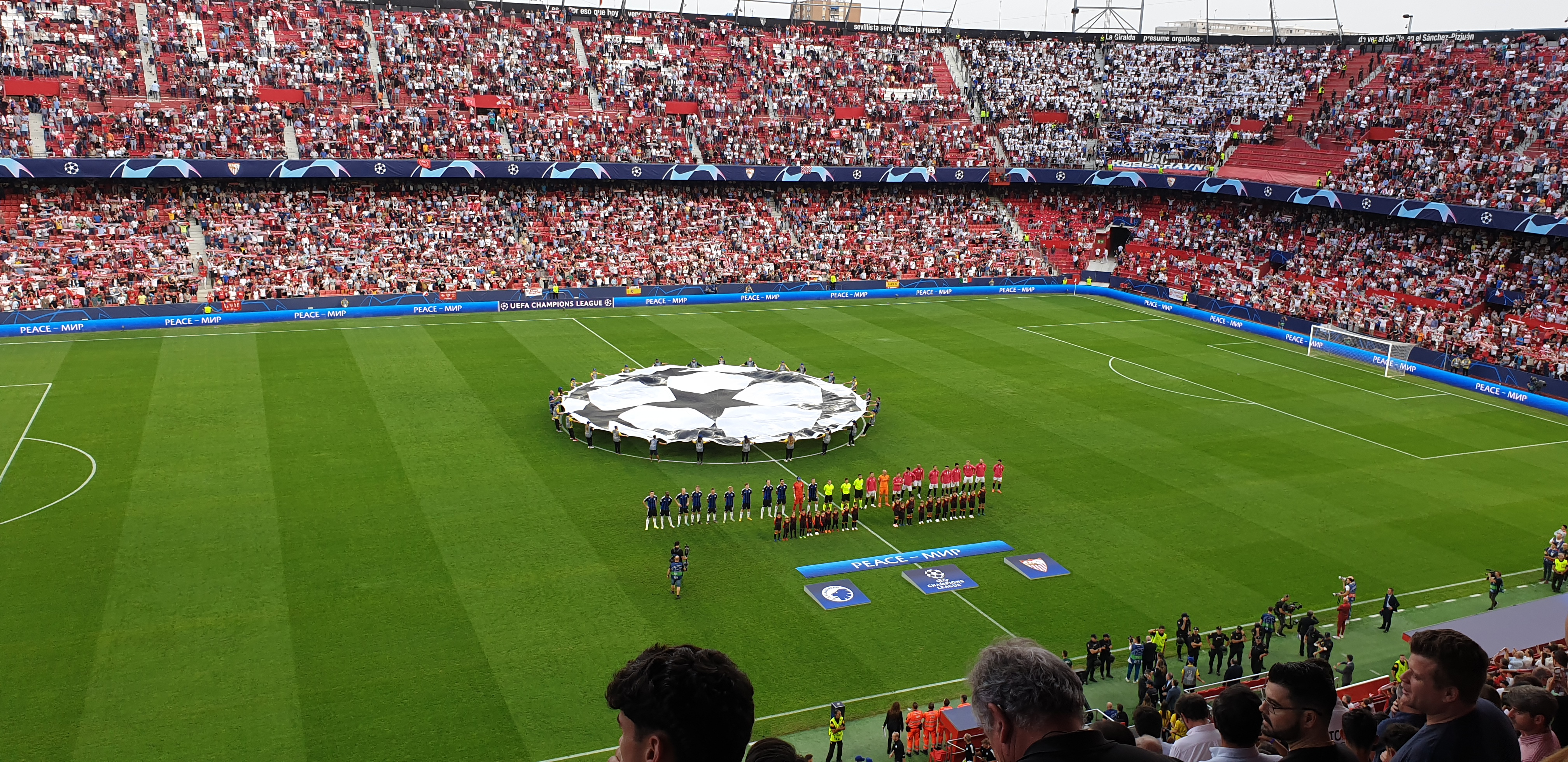
Inför en match mellan Sevilla och FC Köpenhamn säsongen 2022/23.

Säsongen 2021/22 avskaffades bortamålsregeln, som hade gällt i alla dubbelmöten i hela turneringen sedan säsongen 1970/71.
Turneringen genomgick en stor förändring säsongen 2024/25. Då avskaffades gruppspelet till förmån för ett seriespel med 36 klubbar, fyra fler än antalet som hade varit med i gruppspelet de föregående säsongerna. Två av de nya platserna gick till de två länder vars klubbar hade gjort bäst ifrån sig under den föregående säsongens europaspel (European Performance Spots). Med så många klubbar i en serie var det inte möjligt för alla klubbar att möta alla de andra, utan det bestämdes att klubbarna skulle spela åtta matcher mot åtta olika motståndare, vilka lottades fram. De åtta bästa klubbarna i serien kvalificerade sig direkt för åttondelsfinal, medan klubbarna på plats 9–24 gjorde upp i dubbelmöten om de åtta kvarvarande platserna.
Sedan införandet av gruppspel säsongen 1991/92 har klubbar från "de fyra stora" länderna (Spanien, England, Italien och Tyskland) varit helt dominerande – 61 av 68 finalklubbar har kommit från något av dessa länder till och med 2025. Paris Saint-Germains seger säsongen 2024/25 var den första för en klubb från något annat land sedan säsongen 2003/04, då Porto vann.
Aten och London är de enda städerna som haft tre klubbar deltagande i grupp- eller seriespelet under samma säsong (AEK Aten, Olympiakos och Panathinaikos säsongen 2003/04 respektive Arsenal, Chelsea och Tottenham Hotspur säsongen 2010/11). Istanbul kan ståta med fyra deltagande klubbar i grupp- eller seriespelet – dock inte under samma säsong (Beşiktaş, Fenerbahçe, Galatasaray och İstanbul Başakşehir).
Milano och Manchester är de enda städerna med två klubbar som har vunnit turneringen (Inter och Milan respektive Manchester United och Manchester City) medan London är den enda staden med tre klubbar som har gått till final (Arsenal, Chelsea och Tottenham Hotspur). Ytterligare två städer har haft två klubbar i final – Belgrad (Partizan Belgrad och Röda stjärnan) och Madrid (Real Madrid och Atlético Madrid). Madrid är den enda staden som har haft två klubbar i final samma år, och det två gånger (2014 och 2016). Båda gångerna var det Real Madrid och Atlético Madrid som möttes.
Malmö FF är den svenska och nordiska klubb som har nått den högsta placeringen i turneringen, när de förlorade med 0–1 och kom tvåa efter Nottingham Forest säsongen 1978/79. Bland andra svenska klubbar som har gått långt kan nämnas Djurgården, som nådde kvartsfinal premiärsäsongen 1955/56, IFK Malmö, som nådde kvartsfinal säsongen 1960/61, Åtvidaberg, som nådde kvartsfinal säsongen 1974/75 och IFK Göteborg, som nådde kvartsfinal säsongen 1984/85, säsongen 1988/89 och säsongen 1994/95 samt semifinal säsongen 1985/86.

## Format
Normalt sett är det totalt 84 klubbar som deltar i turneringen. Turneringen består av tre delar – kvalspel, seriespel och slutspel.

### Kvalspel
Turneringen inleds med ett kvalspel till seriespelet. Kvalspelet består av två delar – en för ligamästare (champions path), som består av fyra omgångar, och en för övriga klubbar (league path), som består av tre omgångar. I kvalspelet deltar normalt sett totalt 55 klubbar (44 ligamästare och elva övriga klubbar) som slåss om sju platser i seriespelet, varav fem når dit via champions path och två via league path.
Vilka länders klubbar som deltar i kvalspelet och när klubbarna går in i kvalspelet avgörs av ländernas Uefa-koefficient, som baseras på prestationerna i de europeiska cuperna under de fem säsonger som föregick den närmast föregående säsongen.
I varje kvalomgång delas klubbarna in i två lika stora halvor – en seedad och en oseedad. Seedningen baseras på klubbarnas Uefa-koefficient, som baseras på prestationerna i de europeiska cuperna under de fem närmast föregående säsongerna. Det finns möjlighet att vid behov dela in klubbarna i mindre grupper med lika många seedade och oseedade klubbar. Därefter lottas en seedad klubb att möta en oseedad.
Varje möte i kvalspelet består av ett dubbelmöte hemma/borta där den klubb som sammanlagt gör flest mål går vidare till nästa omgång. Om båda klubbarna sammanlagt gör lika många mål (bortamålsregeln tillämpas inte) blir det förlängning. Om inga mål görs i förlängningen eller om båda klubbarna gör lika många mål blir det till slut ett avgörande via straffsparksläggning. Klubbarna som åker ut i kvalspelet får plats i Uefa Europa League eller Uefa Conference League.
Kvalspelet består av fyra omgångar enligt följande grundschema:
- Första kvalomgången (32 klubbar) (de 16 förlorarna får plats i andra kvalomgångens champions path till Uefa Conference Leagues seriespel)
  - Ligamästarna från länder rankade 23–55 (utom Liechtenstein) (32 klubbar)
- Andra kvalomgången (30 klubbar varav 14 nytillkomna)
  - Champions path (24 klubbar varav 8 nytillkomna) (de 12 förlorarna får plats i tredje kvalomgångens champions path till Uefa Europa Leagues seriespel)
    - Vinnarna i första kvalomgången (16 klubbar)
    - Ligamästarna från länder rankade 15–22 (8 klubbar)

  - League path (6 klubbar varav 6 nytillkomna) (de 3 förlorarna får plats i tredje kvalomgångens main path till Uefa Europa Leagues seriespel)
    - Ligatvåorna från länder rankade 10–15 (6 klubbar)
- Tredje kvalomgången (20 klubbar varav 5 nytillkomna)
  - Champions path (12 klubbar varav 0 nytillkomna) (de 6 förlorarna får plats i playoffomgången till Uefa Europa Leagues seriespel)
    - Vinnarna i andra kvalomgångens champions path (12 klubbar)

  - League path (8 klubbar varav 5 nytillkomna) (de 4 förlorarna får plats i Uefa Europa Leagues seriespel)
    - Vinnarna i andra kvalomgångens league path (3 klubbar)
    - Ligatvåorna från länder rankade 7–9 (3 klubbar)
    - Ligatrean från land rankat 6 (1 klubb)
    - Ligafyran från land rankat 5 (1 klubb)
- Playoffomgången (14 klubbar varav 4 nytillkomna) (de 7 förlorarna får plats i Uefa Europa Leagues seriespel)
  - Champions path (10 klubbar varav 4 nytillkomna)
    - Vinnarna i tredje kvalomgångens champions path (6 klubbar)
    - Ligamästarna från länder rankade 11–14 (4 klubbar)

  - League path (4 klubbar varav 0 nytillkomna)
    - Vinnarna i tredje kvalomgångens league path (4 klubbar)

Om man i stället ser kvalspelet ur de deltagande ländernas synvinkel ser grundschemat ut så här:
- Länder rankade 1–4
  - Ingen deltagande klubb i kvalspelet
- Land rankat 5
  - Ligafyran går in i tredje kvalomgången
- Land rankat 6
  - Ligatrean går in i tredje kvalomgången
- Länder rankade 7–9
  - Ligatvåorna går in i tredje kvalomgången
- Land rankat 10
  - Ligatvåan går in i andra kvalomgången
- Länder rankade 11–14
  - Ligamästarna går in i playoffomgången
  - Ligatvåorna går in i andra kvalomgången
- Land rankat 15
  - Ligamästaren går in i andra kvalomgången
  - Ligatvåan går in i andra kvalomgången
- Länder rankade 16–22
  - Ligamästarna går in i andra kvalomgången
- Länder rankade 23–55 (utom Liechtenstein)
  - Ligamästarna går in i första kvalomgången

### Seriespel

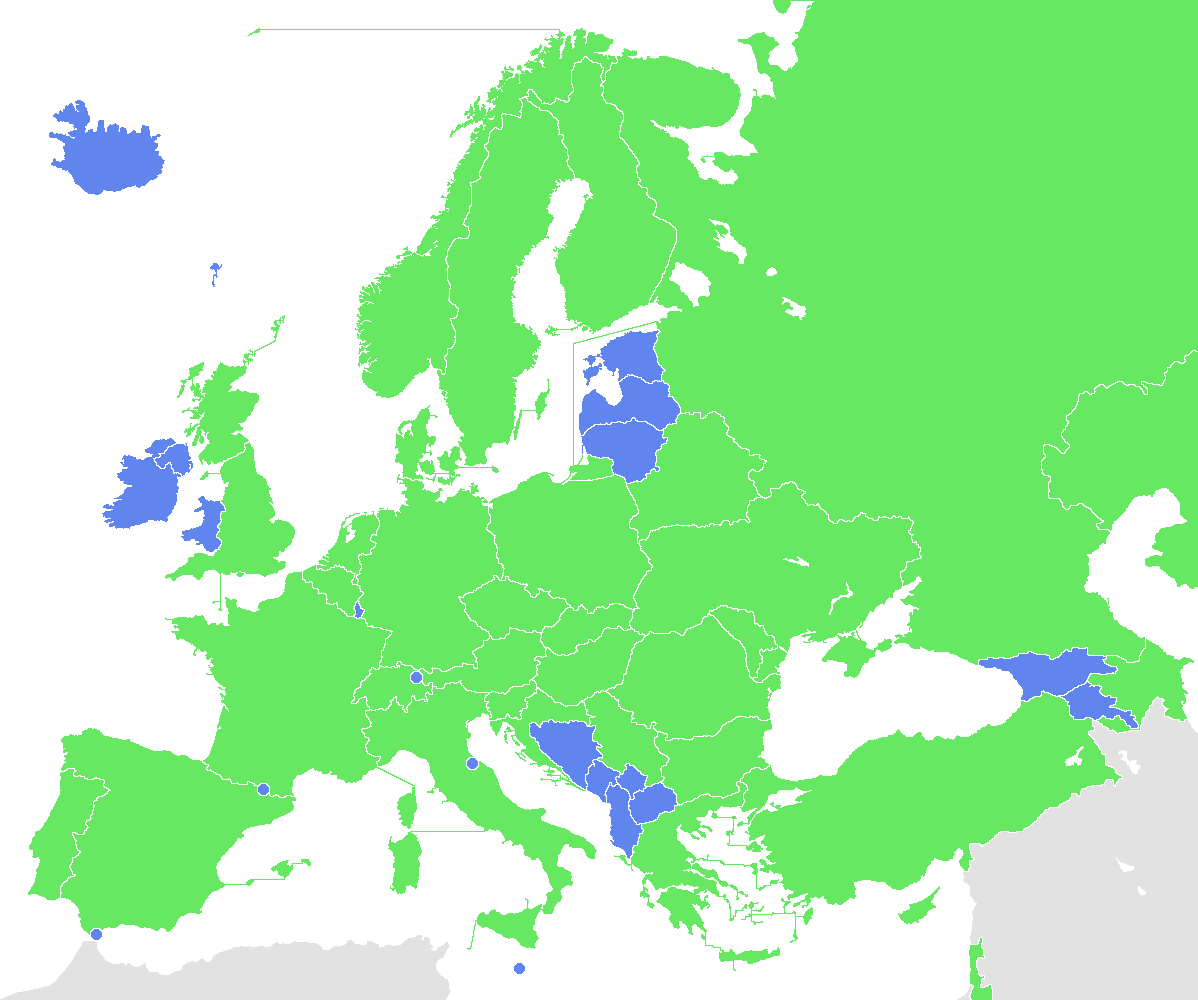
Karta som visar vilka länder som haft klubbar i Uefa Champions Leagues grupp- eller seriespel (grönt) och vilka länder som inte haft det (blått).

I seriespelet deltar 36 klubbar som kvalificerat sig på följande sätt:
- Från kvalspelet (7 klubbar)
  - Vinnarna i playoffomgångens champions path (5 klubbar)
  - Vinnarna i playoffomgångens league path (2 klubbar)
- Direktkvalificerade (29 klubbar)
  - Ligamästarna från länder rankade 1–10 (10 klubbar)
  - Ligatvåorna från länder rankade 1–6 (6 klubbar)
  - Ligatreorna från länder rankade 1–5 (5 klubbar)
  - Ligafyrorna från länder rankade 1–4 (4 klubbar)
  - Regerande mästarna av Uefa Champions League (1 klubb)
  - Regerande mästarna av Uefa Europa League (1 klubb)
  - De bäst placerade icke-direktkvalificerade klubbarna i de två länder som hade högst Uefa-koefficient under föregående säsong (European Performance Spots) (2 klubbar)

De 36 klubbarna delas inför lottningen in i fyra seedningsgrupper med nio klubbar vardera efter klubbarnas Uefa-koefficienter, dock är alltid de regerande mästarna av Uefa Champions League i den högsta seedningsgruppen. Under lottningen ser en dator till att varje klubb slumpmässigt tilldelas två motståndare från varje seedningsgrupp och att en av dessa möts på hemmaplan och en på bortaplan. I princip får inte två klubbar från samma land mötas och en klubb får inte möta fler än två klubbar från ett och samma land, men avsteg från dessa principer kan göras vid behov. Varje klubb spelar därmed åtta matcher mot åtta olika motståndare, fyra hemma och fyra borta. I princip spelar ingen klubb mer än två hemma- eller bortamatcher i rad och varje klubb spelar en hemma- och en bortamatch i de första två omgångarna och i de sista två omgångarna, men avsteg från dessa principer kan göras vid behov. Vinst ger tre poäng, oavgjort ger en poäng och förlust ger noll poäng.
Om två eller fler klubbar hamnar på samma poäng efter det att seriespelet är färdigspelat rankas de efter följande kriterier:
1. Bäst målskillnad
2. Flest gjorda mål
3. Flest gjorda mål på bortaplan
4. Flest vinster
5. Flest vinster på bortaplan
6. Flest poäng som de åtta motståndarna tagit sammanlagt
7. Bäst målskillnad för de åtta motståndarna sammanlagt
8. Flest gjorda mål av de åtta motståndarna sammanlagt
9. Lägst bestraffningspoäng (rött kort ger tre poäng, gult kort ger en poäng, två gula kort i samma match ger tre poäng)
10. Högst Uefa-koefficient

De åtta högst placerade klubbarna i seriespelet går direkt till åttondelsfinal, medan de 16 klubbarna på plats 9–24 går till slutspelets playoffomgång. För klubbarna på plats 25–36 är säsongens europaspel över, det sker ingen överflyttning till Uefa Europa League eller Uefa Conference League i det här läget.

### Slutspel
Efter seriespelet vidtar slutspelet, där turneringens mästare utses. De 24 klubbar som deltar i slutspelet rankas efter vilken slutplacering de hade i seriespelet. Inför lottningen av den första slutspelsomgången, kallad playoffomgången, som klubbarna på plats 1–8 i seriespelet står över, delas klubbarna in i fyra seedade par (klubbarna på plats 9–10, 11–12, 13–14 och 15–16) och fyra oseedade par (klubbarna på plats 17–18, 19–20, 21–22 och 23–24). Klubbarna på plats 9–10 lottas att möta någon av klubbarna på plats 23–24, klubbarna på plats 11–12 lottas att möta någon av klubbarna på plats 21–22, klubbarna på plats 13–14 lottas att möta någon av klubbarna på plats 19–20 och klubbarna på plats 15–16 lottas att möta någon av klubbarna på plats 17–18. I princip spelar de seedade klubbarna returmatcherna på hemmaplan.
Inför lottningen av nästa omgång, åttondelsfinalerna, delas klubbarna på plats 1–8 i seriespelet in i fyra seedade par (klubbarna på plats 1–2, 3–4, 5–6 och 7–8). Klubbarna placeras in i slutspelsträdet så att klubbarna på plats 1–2 får möta vinnarna av matcherna mellan klubbarna på plats 15–16 och 17–18, klubbarna på plats 3–4 får möta vinnarna av matcherna mellan klubbarna på plats 13–14 och 19–20, klubbarna på plats 5–6 får möta vinnarna av matcherna mellan klubbarna på plats 11–12 och 21–22 och klubbarna på plats 7–8 får möta vinnarna av matcherna mellan klubbarna på plats 9–10 och 23–24. I princip spelar de seedade klubbarna returmatcherna på hemmaplan.
Det fortsatta slutspelsträdet, omfattande kvartsfinaler, semifinaler och final, är utformat så att de högst placerade klubbarna i seriespelet möts så sent som möjligt om de går vidare. Klubbarna på plats 1 och 2 kan till exempel tidigast mötas i finalen. I kvartsfinalerna och semifinalerna lottas det vilka klubbar som spelar returmatcherna på hemmaplan.
Ändringar av lottningsreglerna i slutspelet som de beskrivits ovan kan göras vid behov.
Varje möte i slutspelet utom finalen avgörs på samma sätt som i kvalspelet, alltså i ett dubbelmöte hemma/borta där den klubb som sammanlagt gör flest mål går vidare till nästa omgång och där det vid lika ställning efter två matcher följer förlängning och, vid behov, straffsparksläggning. Om omständigheterna kräver det kan ett möte dock avgöras genom en enda match.
Finalen avgörs genom en enda match på en i förväg bestämd neutral arena. Om resultatet är oavgjort vid full tid vidtar förlängning och, vid behov, straffsparksläggning.
Klubben som vinner Uefa Champions League är garanterad en plats i nästföljande säsongs seriespel i turneringen, får spela i Uefa Super Cup mot vinnaren av Uefa Europa League samt får representera Europa vid Fifa Intercontinental Cup och världsmästerskapet i fotboll för klubblag.

## Finalresultat

### Europacupfinaler
| Säsong  | Vinnare           | Resultat   | Förlorare                | Arena                                  | Anmärkning |
| ------- | ----------------- | ---------- | ------------------------ | -------------------------------------- | --- |
| 1955/56 | Real Madrid       | 4–3        | Reims                    | Parc des Princes, Paris                | Första finalen med en spansk klubb. Första finalen med en fransk klubb. |
| 1956/57 | Real Madrid       | 2–0        | Fiorentina               | Santiago Bernabéu, Madrid              | Första finalen med en italiensk klubb. Matchen spelades på Real Madrids hemmaarena. Real Madrid blev första klubb att vinna två gånger och första klubb att vinna två år i rad. |
| 1957/58 | Real Madrid       | 3–2 (e.f.) | Milan                    | Heyselstadion, Bryssel                 | Första finalen att gå till förlängning. Real Madrid blev första klubb att vinna tre gånger och första klubb att vinna tre år i rad.                                             |
| 1958/59 | Real Madrid       | 2–0        | Reims                    | Neckarstadion, Stuttgart               | Real Madrid blev första klubb att vinna fyra gånger och första klubb att vinna fyra år i rad.                                                                                   |
| 1959/60 | Real Madrid       | 7–3        | Eintracht Frankfurt      | Hampden Park, Glasgow                  | Första finalen med en tysk klubb. Real Madrid blev första klubb att vinna fem gånger och första klubb att vinna fem år i rad.                                                   |
| 1960/61 | Benfica           | 3–2        | Barcelona                | Wankdorfstadion, Bern                  | Första finalen med en portugisisk klubb. Första finalen utan Real Madrid. |
| 1961/62 | Benfica           | 5–3        | Real Madrid              | Olympiastadion, Amsterdam              | |
| 1962/63 | Milan             | 2–1        | Benfica                  | Wembley Stadium, London                | Första finalen utan spanskt deltagande. |
| 1963/64 | Inter             | 3–1        | Real Madrid              | Praterstadion, Wien                    | |
| 1964/65 | Inter             | 1–0        | Benfica                  | San Siro, Milano                       | Matchen spelades på Inters hemmaarena. |
| 1965/66 | Real Madrid       | 2–1        | Partizan Belgrad         | Heyselstadion, Bryssel                 | Första finalen med en jugoslavisk klubb. Real Madrid blev första klubb att vinna sex gånger.                                                                                    |
| 1966/67 | Celtic            | 2–1        | Inter                    | Estádio Nacional, Lissabon             | Första finalen med en skotsk klubb. |
| 1967/68 | Manchester United | 4–1 (e.f.) | Benfica                  | Wembley Stadium, London                | Första finalen med en engelsk klubb. |
| 1968/69 | Milan             | 4–1        | Ajax                     | Santiago Bernabéu, Madrid              | Första finalen med en nederländsk klubb. |
| 1969/70 | Feijenoord        | 2–1 (e.f.) | Celtic                   | San Siro, Milano                       | Svensken Ove Kindvall gjorde det avgörande målet i förlängningen. |
| 1970/71 | Ajax              | 2–0        | Panathinaikos            | Wembley Stadium, London                | Första finalen med en grekisk klubb. |
| 1971/72 | Ajax              | 2–0        | Inter                    | Feijenoordstadion, Rotterdam           | |
| 1972/73 | Ajax              | 1–0        | Juventus                 | Stadion Crvena Zvezda, Belgrad         | |
| 1973/74 | Bayern München    | 1–1 (e.f.) | Atlético Madrid          | Heyselstadion, Bryssel                 | Enda finalen att gå till omspel. |
| 1973/74 | Bayern München    | 4–0        | Atlético Madrid          | Heyselstadion, Bryssel                 | Enda finalen att gå till omspel. |
| 1974/75 | Bayern München    | 2–0        | Leeds United             | Parc des Princes, Paris                | |
| 1975/76 | Bayern München    | 1–0        | Saint-Étienne            | Hampden Park, Glasgow                  | |
| 1976/77 | Liverpool         | 3–1        | Borussia Mönchengladbach | Olympiastadion, Rom                    | |
| 1977/78 | Liverpool         | 1–0        | Club Brugge              | Wembley Stadium, London                | Första finalen med en belgisk klubb. |
| 1978/79 | Nottingham Forest | 1–0        | Malmö FF                 | Olympiastadion, München                | Första finalen med en svensk klubb. |
| 1979/80 | Nottingham Forest | 1–0        | Hamburg                  | Santiago Bernabéu, Madrid              | |
| 1980/81 | Liverpool         | 1–0        | Real Madrid              | Parc des Princes, Paris                | |
| 1981/82 | Aston Villa       | 1–0        | Bayern München           | Feijenoordstadion, Rotterdam           | |
| 1982/83 | Hamburg           | 1–0        | Juventus                 | Olympiastadion, Aten                   | Sjätte finalen i rad att sluta 1–0. |
| 1983/84 | Liverpool         | 1–1 (e.f.) | Roma                     | Olympiastadion, Rom                    | Matchen spelades på Romas hemmaarena. Första finalen att gå till straffsparksläggning. Liverpool vann med 4–2 i straffsparksläggningen.                                         |
| 1984/85 | Juventus          | 1–0        | Liverpool                | Heyselstadion, Bryssel                 | I samband med finalen inträffade Heyselkatastrofen med 39 döda. |
| 1985/86 | Steaua Bukarest   | 0–0 (e.f.) | Barcelona                | Estadio Ramón Sánchez Pizjuán, Sevilla | Första finalen med en rumänsk klubb. Första finalen att sluta mållös. Steaua Bukarest vann med 2–0 i straffsparksläggningen.                                                    |
| 1986/87 | Porto             | 2–1        | Bayern München           | Praterstadion, Wien                    | |
| 1987/88 | PSV               | 0–0 (e.f.) | Benfica                  | Neckarstadion, Stuttgart               | PSV vann med 6–5 i straffsparksläggningen. |
| 1988/89 | Milan             | 4–0        | Steaua Bukarest          | Camp Nou, Barcelona                    | |
| 1989/90 | Milan             | 1–0        | Benfica                  | Praterstadion, Wien                    | |
| 1990/91 | Röda stjärnan     | 0–0 (e.f.) | Marseille                | Stadio San Nicola, Bari                | Röda stjärnan vann med 5–3 i straffsparksläggningen. |
| 1991/92 | Barcelona         | 1–0 (e.f.) | Sampdoria                | Wembley Stadium, London                | |

### Uefa Champions League-finaler
| Säsong  | Vinnare             | Resultat   | Förlorare           | Arena                                | Anmärkning |
| ------- | ------------------- | ---------- | ------------------- | ------------------------------------ | --- |
| 1992/93 | Marseille           | 1–0        | Milan               | Olympiastadion, München              | |
| 1993/94 | Milan               | 4–0        | Barcelona           | Olympiastadion, Aten                 | |
| 1994/95 | Ajax                | 1–0        | Milan               | Ernst-Happel-Stadion, Wien           | |
| 1995/96 | Juventus            | 1–1 (e.f.) | Ajax                | Olympiastadion, Rom                  | Juventus vann med 4–2 i straffsparksläggningen. |
| 1996/97 | Borussia Dortmund   | 3–1        | Juventus            | Olympiastadion, München              | |
| 1997/98 | Real Madrid         | 1–0        | Juventus            | Amsterdam Arena, Amsterdam           | Real Madrid blev första klubb att vinna sju gånger. |
| 1998/99 | Manchester United   | 2–1        | Bayern München      | Camp Nou, Barcelona                  | |
| 1999/00 | Real Madrid         | 3–0        | Valencia            | Stade de France, Saint-Denis         | Första finalen mellan två klubbar från samma land. Första finalen mellan två spanska klubbar. Real Madrid blev första klubb att vinna åtta gånger.                                                             |
| 2000/01 | Bayern München      | 1–1 (e.f.) | Valencia            | Stadio Giuseppe Meazza, Milano       | Bayern München vann med 5–4 i straffsparksläggningen. |
| 2001/02 | Real Madrid         | 2–1        | Bayer Leverkusen    | Hampden Park, Glasgow                | Real Madrid blev första klubb att vinna nio gånger. |
| 2002/03 | Milan               | 0–0 (e.f.) | Juventus            | Old Trafford, Manchester             | Första finalen mellan två italienska klubbar. Milan vann med 3–2 i straffsparksläggningen. |
| 2003/04 | Porto               | 3–0        | AS Monaco           | Arena Aufschalke, Gelsenkirchen      | |
| 2004/05 | Liverpool           | 3–3 (e.f.) | Milan               | Atatürk Olimpiyat Stadyumu, Istanbul | Liverpool vann med 3–2 i straffsparksläggningen. |
| 2005/06 | Barcelona           | 2–1        | Arsenal             | Stade de France, Saint-Denis         | |
| 2006/07 | Milan               | 2–1        | Liverpool           | Olympiastadion, Aten                 | |
| 2007/08 | Manchester United   | 1–1 (e.f.) | Chelsea             | Luzjnikistadion, Moskva              | Första finalen mellan två engelska klubbar. Manchester United vann med 6–5 i straffsparksläggningen. |
| 2008/09 | Barcelona           | 2–0        | Manchester United   | Olympiastadion, Rom                  | |
| 2009/10 | Inter               | 2–0        | Bayern München      | Santiago Bernabéu, Madrid            | |
| 2010/11 | Barcelona           | 3–1        | Manchester United   | Wembley Stadium, London              | |
| 2011/12 | Chelsea             | 1–1 (e.f.) | Bayern München      | Allianz Arena, München               | Matchen spelades på Bayern Münchens hemmaarena. Chelsea vann med 4–3 i straffsparksläggningen. |
| 2012/13 | Bayern München      | 2–1        | Borussia Dortmund   | Wembley Stadium, London              | Första finalen mellan två tyska klubbar. |
| 2013/14 | Real Madrid         | 4–1 (e.f.) | Atlético Madrid     | Estádio da Luz, Lissabon             | Första finalen mellan två klubbar från samma stad. Real Madrid blev första klubb att vinna tio gånger. |
| 2014/15 | Barcelona           | 3–1        | Juventus            | Olympiastadion, Berlin               | |
| 2015/16 | Real Madrid         | 1–1 (e.f.) | Atlético Madrid     | Stadio Giuseppe Meazza, Milano       | Real Madrid blev första klubb att vinna elva gånger. Real Madrid vann med 5–3 i straffsparksläggningen. |
| 2016/17 | Real Madrid         | 4–1        | Juventus            | Millennium Stadium, Cardiff          | Real Madrid blev första klubb att vinna tolv gånger och första klubb att vinna Uefa Champions League två år i rad.                                                                                             |
| 2017/18 | Real Madrid         | 3–1        | Liverpool           | Olympiastadion, Kiev                 | Real Madrid blev första klubb att vinna 13 gånger och första klubb att vinna Uefa Champions League tre år i rad.                                                                                               |
| 2018/19 | Liverpool           | 2–0        | Tottenham Hotspur   | Wanda Metropolitano, Madrid          | |
| 2019/20 | Bayern München      | 1–0        | Paris Saint-Germain | Estádio da Luz, Lissabon             | Finalen spelades inför tomma läktare på grund av covid-19-pandemin. |
| 2020/21 | Chelsea             | 1–0        | Manchester City     | Estádio do Dragão, Porto             | Första gången finalen spelades i samma land två år i rad. Finalen spelades inför ett begränsat publikantal på grund av covid-19-pandemin.                                                                      |
| 2021/22 | Real Madrid         | 1–0        | Liverpool           | Stade de France, Saint-Denis         | Real Madrid blev första klubb att vinna 14 gånger. Första gången samma två klubbar möttes för tredje gången. Matchen flyttades från Krestovskijstadion i Sankt Petersburg efter Rysslands invasion av Ukraina. |
| 2022/23 | Manchester City     | 1–0        | Inter               | Atatürk Olimpiyat Stadyumu, Istanbul | |
| 2023/24 | Real Madrid         | 2–0        | Borussia Dortmund   | Wembley Stadium, London              | Real Madrid blev första klubb att vinna 15 gånger. |
| 2024/25 | Paris Saint-Germain | 5–0        | Inter               | Allianz Arena, München               | Fem mål var nytt rekord i segermarginal. Första finalen utan engelskt, spanskt eller tyskt deltagande sedan 2004.                                                                                              |

## Finaler per klubb
Nedanstående tabell presenterar det sammanlagda antalet finalvinster och -förluster per klubb av Europacupen och Uefa Champions League.
| Nr | Klubb                    | Vinster | Förluster | Vinstår                                                                                  | Förlustår                                |
| -- | ------------------------ | ------- | --------- | ---------------------------------------------------------------------------------------- | ---------------------------------------- |
| 1  | Real Madrid              | 15      | 3         | 1956, 1957, 1958, 1959, 1960, 1966, 1998, 2000, 2002, 2014, 2016, 2017, 2018, 2022, 2024 | 1962, 1964, 1981                         |
| 2  | Milan                    | 7       | 4         | 1963, 1969, 1989, 1990, 1994, 2003, 2007                                                 | 1958, 1993, 1995, 2005                   |
| 3  | Bayern München           | 6       | 5         | 1974, 1975, 1976, 2001, 2013, 2020                                                       | 1982, 1987, 1999, 2010, 2012             |
| 4  | Liverpool                | 6       | 4         | 1977, 1978, 1981, 1984, 2005, 2019                                                       | 1985, 2007, 2018, 2022                   |
| 5  | Barcelona                | 5       | 3         | 1992, 2006, 2009, 2011, 2015                                                             | 1961, 1986, 1994                         |
| 6  | Ajax                     | 4       | 2         | 1971, 1972, 1973, 1995                                                                   | 1969, 1996                               |
| 7  | Inter                    | 3       | 4         | 1964, 1965, 2010                                                                         | 1967, 1972, 2023, 2025                   |
| 8  | Manchester United        | 3       | 2         | 1968, 1999, 2008                                                                         | 2009, 2011                               |
| 9  | Juventus                 | 2       | 7         | 1985, 1996                                                                               | 1973, 1983, 1997, 1998, 2003, 2015, 2017 |
| 10 | Benfica                  | 2       | 5         | 1961, 1962                                                                               | 1963, 1965, 1968, 1988, 1990             |
| 11 | Chelsea                  | 2       | 1         | 2012, 2021                                                                               | 2008                                     |
| 12 | Nottingham Forest        | 2       | 0         | 1979, 1980                                                                               | -                                        |
| 12 | Porto                    | 2       | 0         | 1987, 2004                                                                               | -                                        |
| 14 | Borussia Dortmund        | 1       | 2         | 1997                                                                                     | 2013, 2024                               |
| 15 | Celtic                   | 1       | 1         | 1967                                                                                     | 1970                                     |
| 15 | Hamburg                  | 1       | 1         | 1983                                                                                     | 1980                                     |
| 15 | FCSB                     | 1       | 1         | 1986                                                                                     | 1989                                     |
| 15 | Marseille                | 1       | 1         | 1993                                                                                     | 1991                                     |
| 15 | Manchester City          | 1       | 1         | 2023                                                                                     | 2021                                     |
| 15 | Paris Saint-Germain      | 1       | 1         | 2025                                                                                     | 2020                                     |
| 21 | Feyenoord                | 1       | 0         | 1970                                                                                     | -                                        |
| 21 | Aston Villa              | 1       | 0         | 1982                                                                                     | -                                        |
| 21 | PSV                      | 1       | 0         | 1988                                                                                     | -                                        |
| 21 | Röda stjärnan            | 1       | 0         | 1991                                                                                     | -                                        |
| 25 | Atlético Madrid          | 0       | 3         | -                                                                                        | 1974, 2014, 2016                         |
| 26 | Reims                    | 0       | 2         | -                                                                                        | 1956, 1959                               |
| 26 | Valencia                 | 0       | 2         | -                                                                                        | 2000, 2001                               |
| 28 | Fiorentina               | 0       | 1         | -                                                                                        | 1957                                     |
| 28 | Eintracht Frankfurt      | 0       | 1         | -                                                                                        | 1960                                     |
| 28 | Partizan Belgrad         | 0       | 1         | -                                                                                        | 1966                                     |
| 28 | Panathinaikos            | 0       | 1         | -                                                                                        | 1971                                     |
| 28 | Leeds United             | 0       | 1         | -                                                                                        | 1975                                     |
| 28 | Saint-Étienne            | 0       | 1         | -                                                                                        | 1976                                     |
| 28 | Borussia Mönchengladbach | 0       | 1         | -                                                                                        | 1977                                     |
| 28 | Club Brugge              | 0       | 1         | -                                                                                        | 1978                                     |
| 28 | Malmö FF                 | 0       | 1         | -                                                                                        | 1979                                     |
| 28 | Roma                     | 0       | 1         | -                                                                                        | 1984                                     |
| 28 | Sampdoria                | 0       | 1         | -                                                                                        | 1992                                     |
| 28 | Bayer Leverkusen         | 0       | 1         | -                                                                                        | 2002                                     |
| 28 | AS Monaco                | 0       | 1         | -                                                                                        | 2004                                     |
| 28 | Arsenal                  | 0       | 1         | -                                                                                        | 2006                                     |
| 28 | Tottenham Hotspur        | 0       | 1         | -                                                                                        | 2019                                     |

## Finaler per land
Nedanstående tabell presenterar det sammanlagda antalet finalvinster och -förluster per land av Europacupen och Uefa Champions League.
| Nr | Land          | Vinster | Förluster | Vinstår | Förlustår                                                                                                  |
| -- | ------------- | ------- | --------- | --- | --- |
| 1  | Spanien       | 20      | 11        | 1956, 1957, 1958, 1959, 1960, 1966, 1992, 1998, 2000, 2002, 2006, 2009, 2011, 2014, 2015, 2016, 2017, 2018, 2022, 2024 | 1961, 1962, 1964, 1974, 1981, 1986, 1994, 2000, 2001, 2014, 2016                                           |
| 2  | England       | 15      | 11        | 1968, 1977, 1978, 1979, 1980, 1981, 1982, 1984, 1999, 2005, 2008, 2012, 2019, 2021, 2023                               | 1975, 1985, 2006, 2007, 2008, 2009, 2011, 2018, 2019, 2021, 2022                                           |
| 3  | Italien       | 12      | 18        | 1963, 1964, 1965, 1969, 1985, 1989, 1990, 1994, 1996, 2003, 2007, 2010                                                 | 1957, 1958, 1967, 1972, 1973, 1983, 1984, 1992, 1993, 1995, 1997, 1998, 2003, 2005, 2015, 2017, 2023, 2025 |
| 4  | Tyskland      | 8       | 11        | 1974, 1975, 1976, 1983, 1997, 2001, 2013, 2020                                                                         | 1960, 1977, 1980, 1982, 1987, 1999, 2002, 2010, 2012, 2013, 2024                                           |
| 5  | Nederländerna | 6       | 2         | 1970, 1971, 1972, 1973, 1988, 1995                                                                                     | 1969, 1996                                                                                                 |
| 6  | Portugal      | 4       | 5         | 1961, 1962, 1987, 2004                                                                                                 | 1963, 1965, 1968, 1988, 1990                                                                               |
| 7  | Frankrike     | 2       | 6         | 1993, 2025 | 1956, 1959, 1976, 1991, 2004, 2020                                                                         |
| 8  | Skottland     | 1       | 1         | 1967 | 1970 |
| 8  | Rumänien      | 1       | 1         | 1986 | 1989 |
| 8  | Serbien       | 1       | 1         | 1991 | 1966 |
| 11 | Grekland      | 0       | 1         | - | 1971 |
| 11 | Belgien       | 0       | 1         | - | 1978 |
| 11 | Sverige       | 0       | 1         | - | 1979 |

1. ↑  Inklusive Västtyskland (4–5)
2. ↑  Inklusive Jugoslavien (1–1)

## Maratontabell
Nedanstående tabeller presenterar de tio främsta klubbarna i Europacupens och Uefa Champions Leagues historia (inklusive kvalomgångar). Klubbar som spelar i Uefa Champions League säsongen 2025/26 markeras med fet stil.
Vid två poäng för vinst
| Nr | Klubb             | S   | V   | O  | F   | GM   | IM  | MS   | P   |
| -- | ----------------- | --- | --- | -- | --- | ---- | --- | ---- | --- |
| 1  | Real Madrid       | 503 | 302 | 85 | 116 | 1104 | 558 | +546 | 689 |
| 2  | Bayern München    | 408 | 244 | 81 | 83  | 856  | 404 | +452 | 569 |
| 3  | Barcelona         | 363 | 212 | 79 | 72  | 730  | 381 | +349 | 503 |
| 4  | Manchester United | 299 | 161 | 70 | 68  | 545  | 299 | +246 | 392 |
| 5  | Juventus          | 311 | 157 | 73 | 81  | 491  | 312 | +179 | 387 |
| 6  | Liverpool         | 258 | 151 | 49 | 58  | 490  | 234 | +256 | 351 |
| 7  | Milan             | 283 | 138 | 71 | 74  | 455  | 272 | +183 | 347 |
| 8  | Benfica           | 305 | 135 | 70 | 100 | 500  | 364 | +136 | 340 |
| 9  | Porto             | 277 | 126 | 61 | 90  | 411  | 312 | +99  | 313 |
| 10 | Ajax              | 247 | 112 | 64 | 71  | 396  | 282 | +114 | 288 |

Vid tre poäng för vinst
| Nr | Klubb             | S   | V   | O  | F   | GM   | IM  | MS   | P   |
| -- | ----------------- | --- | --- | -- | --- | ---- | --- | ---- | --- |
| 1  | Real Madrid       | 503 | 302 | 85 | 116 | 1104 | 558 | +546 | 991 |
| 2  | Bayern München    | 408 | 244 | 81 | 83  | 856  | 404 | +452 | 813 |
| 3  | Barcelona         | 363 | 212 | 79 | 72  | 730  | 381 | +349 | 715 |
| 4  | Manchester United | 299 | 161 | 70 | 68  | 545  | 299 | +246 | 553 |
| 5  | Juventus          | 311 | 157 | 73 | 81  | 491  | 312 | +179 | 544 |
| 6  | Liverpool         | 258 | 151 | 49 | 58  | 490  | 234 | +256 | 502 |
| 7  | Milan             | 283 | 138 | 71 | 74  | 455  | 272 | +183 | 485 |
| 8  | Benfica           | 305 | 135 | 70 | 100 | 500  | 364 | +136 | 475 |
| 9  | Porto             | 277 | 126 | 61 | 90  | 411  | 312 | +99  | 439 |
| 10 | Ajax              | 247 | 112 | 64 | 71  | 396  | 282 | +114 | 400 |

## Flest matcher
Nedanstående tabell presenterar de tio främsta spelarna när det gäller antalet matcher i Europacupens och Uefa Champions Leagues historia (inklusive kvalomgångar). Spelare som är aktiva i något av Uefas medlemsländer markeras med fet stil.
| Nr | Spelare           | Matcher | År        | Klubb(ar)                                                                       |
| -- | ----------------- | ------- | --------- | ------------------------------------------------------------------------------- |
| 1  | Cristiano Ronaldo | 187     | 2002–2022 | Sporting Lissabon (1), Manchester United (62), Real Madrid (101), Juventus (23) |
| 2  | Iker Casillas     | 181     | 1999–2019 | Real Madrid (152), Porto (29)                                                   |
| 3  | Thomas Müller     | 165     | 2009–     | Bayern München (165)                                                            |
| 4  | Lionel Messi      | 163     | 2004–2023 | Barcelona (149), Paris Saint-Germain (14)                                       |
| 5  | Xavi              | 157     | 1998–2015 | Barcelona (157)                                                                 |
| 6  | Toni Kroos        | 153     | 2008–2024 | Bayern München (43), Real Madrid (110)                                          |
| 6  | Luka Modrić       | 153     | 2006–     | Dinamo Zagreb (10), Tottenham Hotspur (9), Real Madrid (134)                    |
| 8  | Karim Benzema     | 152     | 2005–2023 | Lyon (19), Real Madrid (133)                                                    |
| 8  | Manuel Neuer      | 152     | 2007–     | Schalke 04 (22), Bayern München (130)                                           |
| 10 | Ryan Giggs        | 151     | 1993–2014 | Manchester United (151)                                                         |

## Flest mål
Nedanstående tabell presenterar de tio främsta målskyttarna i Europacupens och Uefa Champions Leagues historia (inklusive kvalomgångar). Spelare som är aktiva i något av Uefas medlemsländer markeras med fet stil.
| Nr | Spelare             | Mål | Matcher | Målsnitt | År        | Klubb(ar)                                                   |
| -- | ------------------- | --- | ------- | -------- | --------- | ----------------------------------------------------------- |
| 1  | Cristiano Ronaldo   | 141 | 187     | 0,75     | 2002–2022 | Manchester United (22), Real Madrid (105), Juventus (14)    |
| 2  | Lionel Messi        | 129 | 163     | 0,79     | 2004–2023 | Barcelona (120), Paris Saint-Germain (9)                    |
| 3  | Robert Lewandowski  | 105 | 133     | 0,79     | 2011–     | Borussia Dortmund (17), Bayern München (69), Barcelona (19) |
| 4  | Karim Benzema       | 90  | 152     | 0,59     | 2005–2023 | Lyon (12), Real Madrid (78)                                 |
| 5  | Raúl                | 71  | 144     | 0,49     | 1995–2011 | Real Madrid (66), Schalke 04 (5)                            |
| 6  | Ruud van Nistelrooy | 60  | 81      | 0,74     | 1998–2009 | PSV (9), Manchester United (38), Real Madrid (13)           |
| 7  | Andrij Sjevtjenko   | 59  | 116     | 0,51     | 1994–2011 | Dynamo Kiev (22), Milan (33), Chelsea (4)                   |
| 8  | Thomas Müller       | 57  | 165     | 0,35     | 2009–     | Bayern München (57)                                         |
| 9  | Kylian Mbappé       | 55  | 87      | 0,63     | 2016–     | AS Monaco (6), Paris Saint-Germain (42), Real Madrid (7)    |
| 10 | Thierry Henry       | 51  | 115     | 0,44     | 1997–2012 | AS Monaco (7), Arsenal (35), Barcelona (9)                  |
| 10 | Mohamed Salah       | 51  | 98      | 0,52     | 2012–     | Basel (5), Roma (1), Liverpool (45)                         |

## Utmärkelser

### Säsongens spelare
Nedanstående tabell presenterar de spelare som utsetts till säsongens spelare i Uefa Champions League sedan utmärkelsen började delas ut efter säsongen 2021/22.
| Säsong  | Spelare         | Position    | Klubb               | Källa  |
| ------- | --------------- | ----------- | ------------------- | ------ |
| 2021/22 | Karim Benzema   | Anfallare   | Real Madrid         | [ 51 ] |
| 2022/23 | Rodri           | Mittfältare | Manchester City     | [ 52 ] |
| 2023/24 | Vinícius Júnior | Anfallare   | Real Madrid         | [ 53 ] |
| 2024/25 | Ousmane Dembélé | Anfallare   | Paris Saint-Germain | [ 54 ] |

### Säsongens unga spelare
Nedanstående tabell presenterar de spelare som utsetts till säsongens unga spelare i Uefa Champions League sedan utmärkelsen började delas ut efter säsongen 2021/22.
| Säsong  | Spelare               | Position    | Klubb               | Källa  |
| ------- | --------------------- | ----------- | ------------------- | ------ |
| 2021/22 | Vinícius Júnior       | Anfallare   | Real Madrid         | [ 55 ] |
| 2022/23 | Chvitja Kvaratschelia | Anfallare   | Napoli              | [ 56 ] |
| 2023/24 | Jude Bellingham       | Mittfältare | Real Madrid         | [ 57 ] |
| 2024/25 | Désiré Doué           | Anfallare   | Paris Saint-Germain | [ 58 ] |

## Publikrekord
Publikrekordet i Europacupen och Uefa Champions League är från returmatchen i "Battle of Britain", en av semifinalerna säsongen 1969/70. Matchen mellan skotska Celtic och engelska Leeds United lockade hela 136 505 personer till Hampden Park i Glasgow. Celtic vann matchen med 2–1 och gick vidare med 3–1 totalt.

## Logotyp

Uefa Champions Leagues fotbollslogotyp.

Uefa Champions Leagues logotyp utgörs av en fotboll som består av åtta stjärnor med turneringens namn undertill. Logotypen infördes 1992 när turneringen fick sitt nuvarande namn och har förändrats mycket lite genom åren. Den formgavs ursprungligen av britten Phil Clements, som utformade den med åtta stjärnor eftersom han hade hört att det nya formatet innebar att det var åtta klubbar som skulle göra upp om titeln efter ett inledande seriespel.

## Hymn
Uefa gav 1992 den brittiska kompositören Tony Britten i uppdrag att skapa den officiella Uefa Champions League-hymnen och denne baserade verket på Georg Friedrich Händels kröningshymn Zadok the Priest. Musiken framfördes av Royal Philharmonic Orchestra och texten sjöngs av kören från Academy of St Martin in the Fields i de tre officiella språk som används av Uefa: engelska, tyska och franska. Hymnens refräng spelas före varje Uefa Champions League-match, liksom vid början och slutet av varje TV-sändning av matcherna. Hela hymnen är ungefär tre minuter lång, och har två korta verser och en refräng. Hymnen har aldrig släppts kommersiellt.

### Text
"Ce sont les meilleures équipes, Es sind die allerbesten Mannschaften, The main event, Die Meister, Die Besten, Les grandes équipes, The champions"
"Une grande réunion, Eine grosse sportliche Veranstaltung, The main event, Die Meister, Die Besten, Les grandes équipes, The champions"
"Ils sont les meilleurs, Sie sind die Besten, These are the champions, Die Meister, Die Besten, Les grandes équipes, The champions"

## Prispengar
Alla klubbar som deltar i Uefa Champions League erhåller prispengar av Uefa. Dessa består dels av förutbestämda belopp och dels av belopp som varierar beroende på klubbarnas Uefa-koefficienter och värdet av deras länders TV-marknader.
För säsongen 2025/26 ser de förutbestämda beloppen ut på följande sätt:
- Klubbar som åker ut i de tre första kvalomgångarna: 175 000 euro per omgång som de spelade i (dock får de klubbar som åker ut i tredje kvalomgångens league path inga pengar för den omgången)
- Klubbar som åker ut i kvalspelets playoffomgång: 4 290 000 euro
- Klubbar som når seriespelet: 18 620 000 euro
- Vinst i seriespelet: 2 100 000 euro
- Oavgjort i seriespelet: 700 000 euro
- Klubben på plats 1 i seriespelet: 36 andelar à 275 000 euro (9 900 000 euro), klubben på plats 2 i seriespelet: 35 andelar à 275 000 euro (9 625 000 euro), klubben på plats 3 i seriespelet: 34 andelar à 275 000 euro (9 350 000 euro) och så vidare ned till klubben på plats 36 i seriespelet: 1 andel à 275 000 euro (värdet av andelen ökar för varje oavgjord match i seriespelet, då det vid oavgjort resultat betalas ut 700 000 euro mindre än vid vinst för endera klubben, och dessa "sparade" pengar går in i denna pott)
- Klubbar på plats 1–8 i seriespelet: 2 000 000 euro
- Klubbar på plats 9–16 i seriespelet: 1 000 000 euro
- Klubbar som når slutspelets playoffomgång: 1 000 000 euro
- Klubbar som når åttondelsfinalerna: 11 000 000 euro
- Klubbar som når kvartsfinalerna: 12 500 000 euro
- Klubbar som når semifinalerna: 15 000 000 euro
- Klubbar som når finalen: 18 500 000 euro
- Klubben som vinner finalen: 6 500 000 euro

Dessutom fördelas drygt 850 000 000 euro till klubbarna som når seriespelet enligt en invecklad beräkningsmodell, där man tar hänsyn till hur mycket TV-bolagen i de europeiska och icke-europeiska länderna betalar för sändningsrättigheterna och även till klubbarnas Uefa-koefficienter.

## TV-sändningar
I samband med den första säsongen av Uefa Champions League, säsongen 1992/93, tilldelades sändningsrättigheterna i Sverige TV3 och Viasat, då ingående i Kinnevik-ägda Modern Times Group. Uefa Champions League sändes därefter under många år i Sverige i TV3, TV6 och Viasat Fotboll, sedan 2018 ingående i NENT Group.
Från och med säsongen 2021/22 togs sändningsrättigheterna över av Telia, som betalade drygt tre miljarder kronor för att få sända Uefa Champions League i Sverige i tre säsonger. Matcherna sändes i någon av Telia-ägda TV4 Medias kanaler.
Tre år senare, inför säsongen 2024/25 med dess nya format, köpte Viaplay Group (som NENT Group bytt namn till) sändningsrättigheterna i Sverige igen för tre säsonger. Beloppet offentliggjordes inte. Vissa av matcherna sändes på TV6.